# Dark Lord
I Dark Lord sono stati un gruppo musicale italiano di genere heavy metal, provenienti da Mestre. Sono famosi per essere stati uno dei primi gruppi metal italiani e per la militanza dei noti chitarristi Alex Masi e Alex De Rosso.

## Storia
Il gruppo venne fondato nel 1982 a Mestre dal chitarrista Alex Masi e dal bassista Paolo Muffato, allora ancora ragazzi. Ai due si aggiunsero quindi il batterista Sandro Bertoldini e il cantante Gable Nalesso, e la neonata formazione si recò subito in studio e registrò una demo di dieci pezzi, intitolata Painless. Ottenuto un contratto con un'etichetta locale, la band incise nel 1983 un EP omonimo nello studio di Aldo Tagliapietra delle Orme. Il mini album riscosse un buon successo tra il pubblico metal italiano di quegli anni, grazie ad un sound epico molto vicino ai lavori di Dio ed Iron Maiden e all'abilità del chitarrista Masi, allora giovanissimo.
Dopo una serie di concerti allo scopo di promuovere l'album, Muffato abbandonò il gruppo nel 1984, proprio durante le registrazioni di un nuovo EP, e fu sostituito da Al Guariento. L'anno successivo, sia Nalesso che Guariento decisero di abbandonare la band per disaccordi in ambito musicale e formarono i Severance; furono sostituiti rispettivamente dal giovane Emmanuel Jenee e da Renzo Zulian. L'EP, State of Rock, fu ultimato con Jandee alla voce, e fu pubblicato nel 1985, ottenendo una grande fama anche all'estero, specialmente in Brasile; dopodiché Zulian fu cacciato per inaffidabilità e Muffato tornò a far parte del gruppo.
Nel 1986 Masi decise di trasferirsi negli Stati Uniti in cerca di successo, e la band lo sostituì con il giovanissimo Alex De Rosso, proveniente dal gruppo glam metal Hot Honey. La band ottenne un contratto con la Tonau, e incise nel 1988 l'album It's Nigh' Time. L'album ebbe un gran successo e portò la band a suonare con i Saxon. Tuttavia nello stesso anno Janee, malato di AIDS, ebbe un malore durante un concerto, e fu ricoverato, morendo poco tempo dopo. La band decise di proseguire ugualmente con l'aiuto del cantante Morby, proveniente dai Sabotage, ma alla fine si sciolse nello stesso anno. Alex De Rosso inizierà una fiorente attività solista, arrivando a suonare con i Dokken, Morby continuerà la sua carriera di cantante con i Sabotage e i Domine, mentre Bertoldini abbandonò il ruolo di batterista per diventare cantante di alcuni gruppi, tra i quali gli sloveni Mary Rose.
Due compilation della band, The Metal Years e The Nightime Years, furono pubblicate rispettivamente nel 2005 e nel 2008. Occasionalmente poi Masi ha riformato la band ma non più con la formazione originale per alcuni concerti.

## Formazione

### Ultima
- Morby - voce (1988)
- Alex De Rosso - chitarra (1986 - 1988)
- Paolo Muffato - basso (1982 - 1984, 1985 - 1988)
- Sandro Bertoldini - batteria (1982 - 1988)

### Ex componenti
- Gable Nalesso - voce (1982 - 1985)
- Alex Masi - chitarra (1982 - 1986)
- Emmanuel Jenee - voce (1985 - 1988)
- Al Guariento - basso (1984 - 1985)
- Renzo Zulian - basso (1985)

## Discografia
- 1982 - Painless (demo)
- 1983 - Dark Lord (EP)
- 1984 - Demotape (demo)
- 1985 - State of Rock (EP)
- 1988 - It's Nigh' Time

### Compilation
- 2005 - The Metal Years: 1982 - 1985
- 2008 - The Nightime Years: 1985 - 1988